# 桶井土家族乡
桶井土家族乡是中华人民共和国贵州省铜仁市德江县下辖的一个民族乡。

## 行政区划
桶井土家族乡下辖以下村级行政区划单位：
七星社区、联合村、喻家桥村、客店村、贾村、梅子村、土井村、楠木村、明溪村、敖家村、中山村、南溪村、共和村、东泉村、蒲村、棋坝山村、稳子溪村、山峰村、河堡村和堰盆村。